# Pseudosesia
Pseudosesia là một chi bướm đêm thuộc họ Sesiidae.

## Các loài
- Pseudosesia albifrons (Hampson, 1919)
- Pseudosesia caeruleimicans (Hampson, [1893])
- Pseudosesia canarensis (Hampson, 1919)
- Pseudosesia charlesi (Le Cerf, 1916b)
- Pseudosesia croconeura (Meyrick, 1926)
- Pseudosesia flavifrons (Hampson, 1919)
- Pseudosesia grotei  Moore, 1879
- Pseudosesia insularis  Felder, 1861
- Pseudosesia limpida (Le Cerf, 1916)
- Pseudosesia opalescens (Hampson, 1919)
- Pseudosesia pentazonata (Hampson, 1919)
- Pseudosesia productalis (Walker, [1865])
- Pseudosesia rangoonensis (Swinhoe, 1890)
- Pseudosesia isozona (Meyrick, 1887)
- Pseudosesia oberthueri (Le Cerf, 1916)
- Pseudosesia zoniota (Turner, 1922:62)